# 쿄모토 타이가
쿄모토 타이가(일본어: 京本 大我, 1994년 12월 3일 ~ )는 일본의 아이돌이며, SixTONES의 멤버이다.
도쿄도 아다치구 출신. STARTO ENTERTAINMENT 소속.

## 약력
- 2006년 5월 4일, 쟈니 키타가와 사장의 스카우트에 의해 쟈니즈 사무소에 레슨생으로서 입소.[1]
- 2006년 7월, 야마다 료스케, 이토 타쿠미와 함께 KittyJr. 멤버로 발탁.
- 2007년 1월부터는 나카지마 유토, 치넨 유리, 야마다 료스케, 모리모토 류타로, 모리모토 신타로의 6명이서 J.J.ExpressJ.J.Express 어린 아이 팀으로서 활약.
- 2010년 3월, 무대 《타키자와 가부키》 한정 유닛·소년 방악 전과에 참가.
- 동년 4월 무렵, 야스이 켄타로 등과 Jr.BOYS로서 활동한다.
- 2012년 4월 ~ 6월, 《사립 바카레아 고교》로 드라마 첫 출연.
- 2013년 4월 ~ 5월, 《타키자와 연무성 2013》에서 쿄모토 마사키와의 부모 자식 첫 공동 출연을 하게 된다.
- 2014년 1월 ~ 3월, 《네즈미, 에도를 달리는》으로 시대극 첫 출연.
- 2015년 6월 ~ 8월, 《엘리자벳》으로 첫 외부뮤지컬에 오디션으로 합격하여 루돌프황태자로 출연

## 인물
- 아버지는 배우인 쿄모토 마사키[1], 어머니는 전 아이돌 그룹 〈컁컁〉의 야마모토 히로미. 외가의 친척에는 코이케 텟페이가 있다.
- 친구는 Snow Man 멤버인 사쿠마 다이스케이다.
- 친구인 SixTONES멤버인 쿄모토 타이가의 엄마랑 Snow Man멤버인 사쿠마 다이스케의 엄마는 같은 아이돌 그룹멤버였다.

## 솔로곡
- Tears (작사·작곡: 쿄모토 타이가) JASRAC 작품 코드:200-1174-1

## 출연

### 드라마
- 사립 바카레아 고교 (2012년 4월 14일 - 6월 30일, 닛폰 TV) - 테라카와 마야 역[2][3]
- 가면 티처 (2013년 7월 6일 - 9월 28일, 닛폰 TV) - 본 역, 키쿠치 후마와 키시 유타와 출현[4]
- 네즈미, 에도를 달리는 (2014년 1월 9일 - 3월 20일, NHK 종합) - 요네하라 히로노신 역
  - 네즈미, 에도를 달리는 2 (2016년 4월 14일 - 6월 2일, NHK 종합) - 요네하라 히로노신 역[5][6]
- 오빠, 가챠 (2015년, 닛폰 TV) - 젠틀 역[7]
- 잠시의 이치카 (2022년 10월 18일 - 12월 20일, 닛폰 TV) - 주연·유루기 아키후미역[8][9]
- 빠지는 남자에게 차고 싶은 여자 (2023년 1월 14일 - 3월 18일, TV 아사히) - 카토리 슌 역[10]
- 라스트맨-전맹의 수사관- 제8화 (2023년 6월 11일, TBS) - 시미즈 타쿠미 역[11]
- 마중 시부야쿤 (2024년 4월 2일 - 6월 18일, 간사이텔레비전·후지텔레비전) - 주연･시부야 타이카이역[12]
- 영험 오하츠 ~떨리는 바위 ~ (2024년 5월 4일, TV 아사히) - 후루사와 우쿄노스케 역[13]

### 영화
- 이오지마에서 온 편지 (2006년 12월, 워너 브라더스) - 라디오에서 흐르는 노래부르는 목소리만의 출연[14]
- 극장판 사립 바카레아 고교 (2012년 10월 13일, 쇼게이트) - 테라카와 마야 역[15]
- 극장판 가면 티처 (2014년 2월 22일, 쇼게이트) - 본 역, 키쿠치 후마와 키시 유타와 출현[16]
- 닌쟈니 등장! 미래에의 싸움 (2014년 6월 7일, 쇼치쿠) - 동쪽 닌자･카게마루 역[17]
- 영화 소년들 (2019년 3월 29일, 쇼치쿠) - 준 역[18]
- TANG (2022년 8월 11일, 워너브라더수 영화 - 하야시하라 신지 역[19]
- 말할 수 없는 비밀 (2024년 6월 28일, 갸가) - 주연·히구치 미나토역[20][21]

### 버라이어티
- YOU들! (2006년 10월 ~ 2007년 9월, 닛폰 TV)
- 더 소년구락부 (2006년 ~ , NHK BS 프리미엄)
- 백식왕 (2012년 11월 27일 ~ 2013년 1월 22일, 후지 TV)
- 가무샤라 (2014년 6월 21일 ~ , TV 아사히)

### CM
- 세이코 홀딩스 창업 130주년 기념 CM 〈아름다운 여성 편〉 (2011년 9월)
- 서티원 〈한 여름의 눈사람 대작전〉 (2012년 7월 ~ 9월)
- 이나바 식품 〈이나바의 타이 카레〉 (2014년 7월 15일 ~ )

### 무대
- One! -the history of Tackey- (2006년 9월 5일 - 28일, 닛세이 극장）[22] - 타키자와(소년기) 역[23]
- 타키자와 연무성 2007 (2007년 7월 3일 - 29일, 신바시 연무장)[24]
- DREAM BOYS（2007년 9월 5일 - 30일、제국 극장）- 유우키 역(모리모토 신타로・모리모토 료타로와 트리플 캐스트)[25]
- DREAM BOYS (2008년 3월 4일 - 30일, 제국 극장)[26]
- 타키자와 연무성 '08 생명（LOVE） (2008년 4월 2일 - 27일, 신바시 연무장)[27]
- PLAYZONE FINAL 1986-2008~SHOW TIME Hit Series~ Change (2008년 7월 6일 - 8월 8일, 아오야마 극장) - 특별출연[26]
- 신춘 타키자와 혁명 (2009년 1월 1일 - 27일, 제국 극장)[28]
- 타키자와 연무성 '09 탓키 &Lucky LOVE (2009년 3월 29일 - 4월 26일)[28]
- PLAYZONE 2009 ~태양으로부터의 편지~ (2009년, 아오야마 극장)
- DREAM BOYS (2009년 9월 4일 - 10월 25일)
- 타키자와 가부키 (2010년 4월 4일 - 5월 8일)
- 신춘 타키자와 혁명 (2011년 1월 1일 - 27일, 제국 극장)[29]
- DREAM BOYS (2011년 9월 3일 - 25일, 제국 극장)[29]
- 제극 Johnnys Imperial Theatre Special「Kis-My-Ft2 with 쟈니즈 Jr.」(2011년 9월 27일 - 29일, 제국 극장)[30]
- ABC좌 별극장 (2012년 2월 4일 - 29일, 닛세이 극장)[31]
- Johnny's Dome Theatre ~SUMMARY2012~(2012년 9월 8일 - 9일, TOKYO DOME CITY HALL)
- 타키자와 연무성 2013 (2013년 4월 7일 - 5월 12일, 신바시 연무장) - 신노스케 역[32]
- ANOTHER (2013년 9월 4일 - 28일, 닛세이 극장)[33]
- Live House 쟈니즈 긴자 (2013년 4월 29일 · 30일 · 5월 11일 · 25일 · 31일 [noon boyz + 쟈니즈 Jr.«Part1»], 5월 12일 · 26일 [마츠시마 소우 / 마리우스 요우 + Sexy Boyz + 쟈니즈 Jr.«Part1»], 시어터 클리에)[34]
- 타키자와 가부키 2014 (2014년 3월 6일 - 30일, 하카타좌/4월 7일 ~ 5월 6일, 신바시 연무장)[35]
- 쟈니즈 긴자 2014 (2014년 5월 7일 - 8일 [Johnnys'Sound] · 5월 9일 - 11일 [쟈니즈 Jr.«Part1»]· 5월 28일 - 29일 [쟈니즈주니어«Part2», 시어터 크리에)[36][37]
- 엘리자벳 (2015년 6월 12일 - 8월 25일, 제국극장)- 루돌프 (오스트리아 황태자) 역 (후루카와 유다이와 W캐스트)
  - 엘리자벳 (2016년 6월 28일 - 7월 26일, 제국극장 / 8월 6일 - 9월 4일, 하카타자 / 10월 8일 - 23일, 주니치 극장)- 루돌프 (오스트리아 황태자) 역 (후루카와 유다이와 W캐스트)
  - 엘리자베트 (2019년 6월 7일 - 8월 26일 , 제국 극장 )- 루돌프 (오스트리아 왕세자) 역(미우라 료스케, 기무라 타츠나리 과 트리플 캐스트)[38]
- 수베니아 ~소음의 가희~ (2016년 2월 19일 - 3월 10일, 시어터 코쿤 산케이 홀브리제) - 호프만 듀크 역[39]
- 타키자와 가부키 2016 (2016년 4월 10일 - 5월 15일, 신바시 연무장)[40]
- 사랑하는♡뱀파이어 (2018년 3월 9일 - 11일, 텐노즈 은하극장 / 3월 16일 히로시마 아스텔 플라자 / 3월 23일 - 25일, 모리노미야 필로티 홀 / 3월 28일 - 4월 1일, 텐노즈 은하극장[도쿄 개선공연])-하루토 역[41]
  - HARUTO (2019년 3월 7일 - 13일, 시나가와 프린스 호텔 클럽 eX / 3월 16일 모리노미야 필로티 홀) - 주연･하루토 역[42][43]
- BOSS CAT~ 샤를·페로『장화 신은 고양이』에서~ (2018년 7월 6일 - 8일, 도쿄·요미우리오테마치홀 / 7월 19일 - 22일, 오사카 우메다 예술극장 시어터 드라마시티) - 주연･고양이 역[44]
- 뉴지스 (2021년 10월 9일 - 30일, 닛세이 극장 / 11월 11일 - 17일, 우메다예술극장)[주 1]- 주연･잭 역[47]
- 유성의 음색 (2022년 8월 4일 [주 2] - 17일, 신바시 연무장 / 8월 21일 - 28일, 미조노자 / 8월 31일 - 9월 4일, 교토시죠 미나미자 / 9월 8일 - 9일, 히로시마 문화학원 HBG홀) - 주연･리퍼 역(음악도 겸임)[49]
- 셰부르의 우산 (2023년 11월 4일 - 26일, 신바시 연무장 / 12월 3일 - 10일, 오사카 쇼치쿠자 / 12월 14일 - 16일 히로시마 문화학원 HBG홀) - 주연･기이 후셰역[50]
- 모차르트! (2024년 8월 19일 - 9월 29일, 제국 극장 / 10월, 우메다 예술극장 메인홀 / 11월, 하카타자) - 볼프강 모차르트 역 (후루카와 유다이와 W캐스트)[51][52]
- Once (2025년 9월, 닛세이 극장 / 10월, 미조노자 / 10월, 우메다예술극장 메인홀 / 10월, 하카타자) - 주연 ･가이역[53]

### 콘서트
- 쟈니즈 Jr.의 대모험! (2006년 8월 15일 ~ 25일, 호텔 그랜드퍼시픽 메리디안)
- 2007 근하신년 새해 복 많이 받으세요 쟈니즈 Jr. 대집합 (2007년 1월 2일 ~ 7일, 일본 무도관)
- 쟈니즈 Jr.의 대모험! '07 @메리디안 (2007년 8월 15일 ~ 24일, 호텔 그랜드퍼시픽 메리디안)
- JOHNNYS'Jr. Hey Say 07 in YOKOHAMA ARENA (2007년 9월 23일 ~ 24일, 요코하마 아레나)
- 포럼 신기록!! 쟈니즈 Jr. 1일 4공연 할거야! 콘서트 (2009년 6월 7일, 도쿄 국제 포럼)
- 여름방학 쟈니즈 Jr. 전원 집합 (2009년 8월 18일, 도쿄 국제 포럼)
- Hey! Say! 2010 TEN JUMP (2010년 4월 2일 ~ 2010년 5월 16일)
- 연말 영 동서 노래 자랑! 동서 Jr. 선발 대집합 2010! (2010년 11월 27일, NHK 홀)
- 쟈니즈 Jr. 선발 야구 대회 2012 봄 (2012년 3월 18일, 도쿄 돔)
- Johnny's Dome Theatre ~SUMMARY2012~ (2012년 9월 8일 ~ 9일, 도쿄 돔 시티 홀)
- 프레시 쟈니즈 Jr. IN 요코하마 아레나 (2012년 12월 16일, 요코하마 아레나)
- JOHNNYS' World의 감사제 in TOKYO DOME (2013년 3월 16일 ~ 17일, 도쿄 돔)
- Live House 쟈니즈 긴자 noon boyz + 쟈니즈 Jr. ≪Part1≫ (2013년 4월 29일 ~ 5월 31일, 시어터 크리에)
- Live House 쟈니즈 긴자 마츠시마 소우/마리우스 요 + Sexy Boyz + 쟈니즈 Jr. ≪Part1≫ (2013년 5월 26일, 시어터 크리에)
- 쟈니즈 긴자 2014 (2014년 5월, 시어터 크리에)
- 가무샤라 J's Party!! Vol.4 (2014년 5월 13일 ~ 14일, EX 시어터 롯폰기)
- 쟈니즈 긴자 2014 쟈니즈 Jr. ≪Part2≫ (2014년 5월 28일 ~ 29일, 시어터 크리에)
- 가무샤라 J's Party!! Vol.5 (2014년 6월 4일 ~ 5일, EX 시어터 롯폰기)
- 가무샤라 Sexy 여름 축제!! (2014년 7월 31일 ~ 8월 8일, EX 시어터 롯폰기)
- 가무샤라 J's Party!! Vol.6 (2014년 12월 17일 ~ 18일, EX 시어터 롯폰기)
- 가무샤라 J's Party!! Vol.7 (2015년 1월 23일 ~ 26일, EX 시어터 롯폰기)
- 가무샤라 J's Party!! Vol.8 (2015년 2월 19일 ~ 21일, EX 시어터 롯폰기)
- 가무샤라 J's Party!! Vol.9 (2015년 3월 30일 ~ 4월 2일, EX 시어터 롯폰기)

### 이벤트
- 사립 바카레아 고교 학원제 (2012년 9월 29일, STUDIO COAST)
- 가면 티처 과외 수업 스페셜 이벤트 (2014년 2월 6일, 일본 청년관)